# Camilyne Oyuayo
Camilyne Oyuayo (16 de abril de 1982) é uma jogadora de rugby sevens queniana.

## Carreira
Camilyne Oyuayo integrou o elenco da Seleção Queniana Feminina de Rugbi de Sevens, na Rio 2016, que foi 11º colocada.